# Idioma wounaan
El idioma wounaan también conocido como noanamá y llamado por sus hablantes Woun Meu, es una lengua perteneciente a la familia Chocó, con alrededor de 23 000 hablantes, entre Panamá y Colombia.

## Fonología
Presenta 7 vocales orales y 7 nasales y 19 consonantes.

### Vocales
|                | anteriores | posteriores | posteriores |
| no redondeadas | anteriores | redondeadas |             |
| -------------- | ---------- | ----------- | ----------- |
| cerradas       | i ĩ        | ɯ ɯ̃         | u ũ         |
| medias         | e ẽ        | ɤ ɤ̃         | o õ         |
| abierta        | a ã        |             |             |

Cada una de las vocales tiene una contraparte nasalizada.

### Consonantes
|                   |                   | Bilabiales | Bilabiales | Alveolares | Alveolares | Palatales | Velares | Velares | Glotales |
| simples           | aspirada          | simples    | aspirada   | simples    | aspirada   | Palatales |         |         | Glotales |
| ----------------- | ----------------- | ---------- | ---------- | ---------- | ---------- | --------- | ------- | ------- | -------- |
| Oclusivas         | sordas            | p          | pʰ         | t          | tʰ         |           | k       | kʰ      | ʔ        |
| Oclusivas         | sonoras           | b          |            | d          |            |           | g       |         |          |
| Fricativa         | Fricativa         |            |            | s          |            | ç         |         |         | h        |
| Nasal             | Nasal             | m          |            | n          |            |           |         |         |          |
| Aproximantes      | Aproximantes      |            |            |            |            | j         | w       |         |          |
| Vibrante múltiple | Vibrante múltiple |            |            | r          |            |           |         |         |          |
| Vibrante simple   | Vibrante simple   |            |            | ɾ          |            |           |         |         |          |

## Acento
El acento léxico no tiene un carácter fonológico; de hecho, no se han encontrado pares mínimos acentuales. Existe evidencia tanto de acentuación oxítona como de acentuación paroxítona y proparoxítona . Leowen (1954) y Binder y Binder (1974) proponen una serie de reglas para lograr explicar la colocación del acento, las cuales se pueden reducir a dos principios: el primero, que la acentuación básica es paroxítona; el segundo (que explica la mayoría de las acentuaciones oxítonas), que el acento tiende a asignarse a la sílaba con más peso moraico, que para el caso del waunana son las sílabas cerradas, las sílabas con vocales largas y, con un efecto variable, las sílabas con diptongos.

## Sintaxis
Propiedades más relevantes de la oración son orden básico de verbo final, el tipo de marcación de las relaciones fundamentales (ergativo-absolutivo), la referencia cruzada de número entre el sujeto y el verbo. Otras son la coordinación nominal y los mecanismos de cambio de valencia.